# جوخم وبرن
جوخم وبرن (انگلیسی: Jochem Verberne؛ زادهٔ ۲۰ ژانویهٔ ۱۹۷۸) قایقران روئینگ اهل پادشاهی هلند است.